# Stružec
Stružec är en ort i Kroatien.   Den ligger i länet Moslavina, i den östra delen av landet, 50 km sydost om huvudstaden Zagreb. Stružec ligger 130 meter över havet och antalet invånare är 676.
Terrängen runt Stružec är huvudsakligen platt. Stružec ligger uppe på en höjd. Runt Stružec är det ganska glesbefolkat, med 22 invånare per kvadratkilometer. Närmaste större samhälle är Sisak, 15,3 km sydväst om Stružec. I omgivningarna runt Stružec växer i huvudsak lövfällande lövskog.